# Windy Aisah
Windy Cantika Aisah (Bandung, 11 giugno 2002) è una sollevatrice indonesiana.

## Biografia
Ha rappresentato l'Indonesia ai Giochi olimpici estivi di Tokyo 2020, vincendo la medaglia di bronzo nella categoria -49 kg, terminando alle spalle della cinese Hou Zhihui e dell'indiana Mirabai Chanu.

## Palmarès
- Giochi olimpici

Tokyo 2020: bronzo nei -49 kg;
- Giochi del Sud-est asiatico

Filippine 2019: oro nei 49 kg;
- Mondiali junior

Suva 2019: argento nei -49 kg;
Tashkent 2021: oro nei -49 kg;